# Бар-Йехуда, Исраэль
Исраэ́ль Бар-Йеху́да (первоначально Израиль Идельсон; 15 ноября 1895 года — 4 мая 1965 года) — израильский политический и государственный деятель, министр внутренних дел Израиля, министр транспорта Израиля.

## Биография
Исраэль родился в городе Конотоп в Российской империи (сейчас Сумская область Украины) в 1895 году. Его отец Борух был бухгалтером и приверженцем Хабада, его мать, Блюма-Михля, вела домашнее хозяйство. Дома разговаривали на русском языке. Среди его родственников были двоюродный брат его отца Авраам Идельсон (один из лидеров сионизма) и двоюродный брат Исраэля музыковед Авраам Цви Идельсон.
В детстве его семья переехала в Екатеринослав, где Бар-Йехуда учился в средней школе. Там же он закончил Екатеринославский институт инженеров горной промышленности.
В возрасте 14 лет он присоединился к сионистской организации «Внуки Сиона», а спустя два года к организации «Молодежь Сиона». Именно по причинам сионизма, он начал учёбу на горного инженера, чтобы принять участие в бурении нефтяных скважин после переезда в Израиль.
Накануне Первой мировой войны он был избран руководителем Екатеринославского отделения организации «Молодежь Сиона». В силу занимаемой должности, что он решил установить прямые контакты с беженцами, которые прибыли во время войны в город, и изучал для этой цели язык идиш.
Он стал секретарем ЦК «сионистов-социалистов», где он познакомился и женился на Бебе Идельсон. В 1922 году они оба были арестованы Советской властью и сосланы в Сибирь. В 1924 году, благодаря заступничеству жены Горького, их ссылка была заменена депортацией за границы СССР. Они выехали сначала в Литву, а оттуда в Берлин через Данциг. В течение следующих двух лет в Берлине они активно участвуют в создании Всемирного союза социалистических сионистов, в котором Исраэль стал секретарем движения.
В 1926 году Исраэль Бар-Йехуда переехал жить в Палестину.

## Политическая карьера
В Палестине Исраэль стал секретарем Совета рабочих Петах-Тиквы и организовывал защиту еврейских рабочих. В 1930 году он вступил в кибуц Ягур, и через 6 лет стал его секретарем. Во время арабского восстания 1936-39 годов он был одним из первых, кто призвал к «активной обороне» от нападавших на евреев арабов.
Он был делегатом Национального Собрания и членом Учредительного собрания. За эти годы Исраэль стал одним из лидеров фракции «В» в партии Мапай и одним из лидеров Ахдут ха-Авода после раскола Мапай в 1944 году. С 1960 по 1962 год он был генеральным секретарем Ахдут ха-Авода.
Исраэль был избран депутатом в первом и втором кнессете от партии МАПАМ и, от партии Ахдут Авода с третьего по пятый Кнессет. Он был членом комитетов кнессета по строительству, Конституции, праву и юстиции, иностранных дел и обороне, труду и финансам. Также Исраэль участвовал в работе Финансового комитета, и был председателем подкомитета по разработке Основных законов государства Израиль. В третьем кнессете он стал заместителем спикера.
Исраэль Бар-Йехуда занимал пост министра внутренних дел с 1955 года по 1962 год, а затем стал министром транспорта вплоть до своей смерти в 1965 году.
В честь него был назван аэропорт Бар-Йехуда, а также дорога проходящая из кибуца Ягур.